# گونسالو رابونیال
گونسالو رابونیال (اسپانیایی: Gonzalo Rabuñal‎؛ زادهٔ ۱ اوت ۱۹۸۴) دوچرخه‌سوار اهل اسپانیا است. وی در مسابقات جیرو دیتالیا شرکت کرده است.